# Дерева (Бокситогорський район)
Дерева (рос. Дерева) — присілок Бокситогорського району Ленінградської області Росії. Входить до складу Великодвірського сільського поселення.
Населення — 9 осіб (2012 рік).